# Нові Бікшики
Нові Бі́кшики (рос. Новые Бикшики, чув. Çĕнĕ Пикшик) — присілок у складі Яльчицького району Чувашії, Росія. Входить до складу Лащ-Таябинського сільського поселення.
Населення — 48 осіб (2010; 64 у 2002).
Національний склад:
- татари — 97 %